# Bernardino Nozaleda

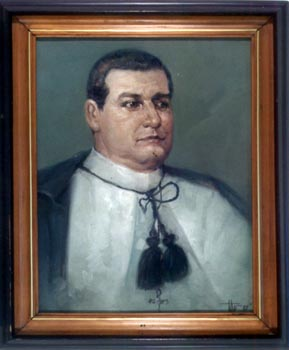
Bernardino Nozaleda

Bernardino Nozaleda y Villa (Cuenya-Nava, 6 mei 1844 - 7 oktober 1927) was een Spaanse rooms-katholieke geestelijke. Nozaleda was van 1889 tot 1902 de aartsbisschop van het aartsbisdom Manilla in de Filipijnen. Van 1904 tot 1905 was hij de aartsbisschop van Valencia.

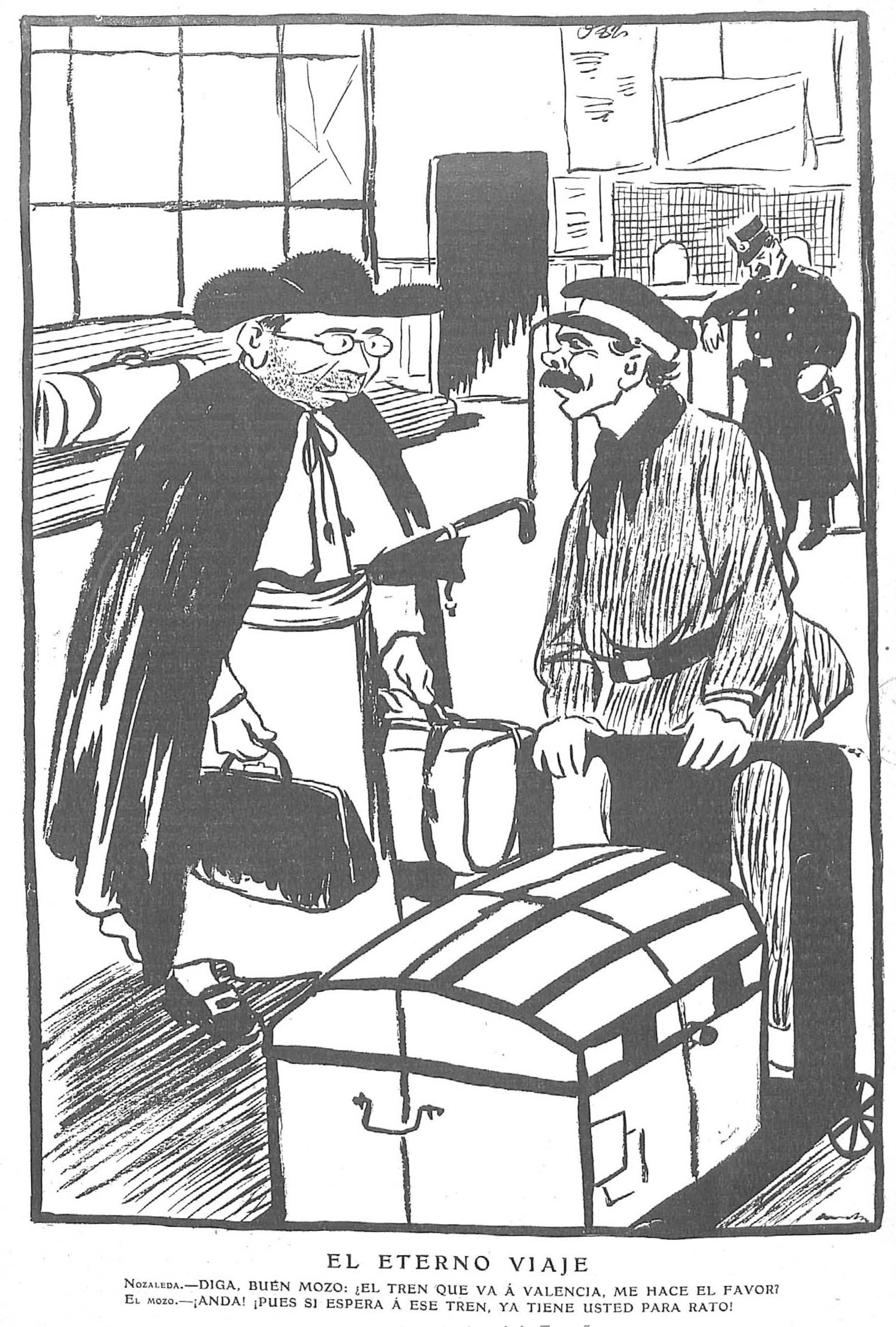
Karikatuur

Nozaleda trad op 17-jarige leeftijd toe tot de Orde van de Dominicanen. Op 45-jarige leeftijd, op 27 mei 1889 werd Nozaleda benoemd als aartsbisschop van Manilla. Hij zou de laatste aartsbisschop van Spaanse afkomst blijken te zijn. In 1896 brak de Filipijnse Revolutie uit. Aartsbisschop Nozaleda riep de Spaanse gouverneur-generaal Ramón Blanco op om de Filipijnse opstandelingen hard aan te pakken. Blanco ging daar echter niet in mee en werd op 13 december van dat jaar vervangen door Camilo Polavieja.
In 1898 brak de Spaans-Amerikaanse Oorlog uit en voer een Amerikaanse vloot onder leiding van admiraal Dewey richting Manilla. Toen dat nieuws de Filipijnen bereikte, probeerden de Spanjaarden onder leiding van onder andere Nozaleda, de Filipino's te aan hun zijde te krijgen. Ze werden verteld dat de Amerikanen hen tot slaaf zouden maken en dat de protestanten de katholieke kerken zouden verwoesten. Nozaleda stuurde een afgevaardigde naar de kampen van Emilio Aguinaldo in een poging de opstandelingen over te halen de Spaanse zijde te kiezen. Er werden beloften gedaan over hervormingen en de mogelijkheden tot afgevaardigden in de Spaanse regering. De afgevaardigde was Gregorio Aglipay. In plaats van het volbrengen van zijn missie, schaarde Aglipay zich echter aan de zijde van de opstandelingen en werd de kapelaan van het opstandelingenleger. Hierop liet aartsbisschop Nozaleda, Aglipay op 29 april 1899 excommuniceren door een kerkelijk tribunaal. Aglipay zou uiteindelijk de Philippine Independent Church oprichten.
Op 4 februari 1902 nam Nozaleda ontslag. De Filipijnen waren inmiddels in Amerikaanse handen. De opvolger van Nozaleda was de Amerikaan Jeremiah James Harty. Nozaleda werd twee jaar na zijn ontslag, op 14 november 1904, benoemd als aartsbisschop van Valencia. De rooms-katholieke gemeenschap in dat aartsbisdom was echter sterk tegen hem gekant door zijn beruchte reputatie en op 11 december 1905 nam hij weer ontslag en trok hij zich terug in een Dominicaans klooster. Nozaleda overleed op 7 oktober 1927 op 83-jarige leeftijd..